# 腺叶桂樱
腺叶桂樱是蔷薇科李属的植物。分布于印度、台湾、孟加拉、越南、缅甸、泰国以及中国大陆的湖南、浙江、云南、贵州、江西、广西、广东、福建等地，生长于海拔300米至2,000米的地区，多生长于溪旁、山谷及路边，目前尚未由人工引种栽培。

## 别名
腺叶野樱（广州植物志） 腺叶稠李（拉汉种子植物名称） 墨点樱桃（刘业经、台湾台湾木本植物志） 黑星樱（李惠林、台湾木本植物志）